# Arendsee (Altmark)
Arendsee (Altmark) – miasto w Niemczech, w kraju związkowym Saksonia-Anhalt, w powiecie Altmarkkreis Salzwedel. Liczy 7 479 mieszkańców (2009). Miasto leży na południowym brzegu jeziora Arend.
W mieście w roku 1184 została stoczona bitwa pod przewodnictwem Ottona I.
Honorowym obywatelem miasta jest Otto von Bismarck.
1 stycznia 2010 w granicach administracyjnych miasta znalazły się gminy Binde, Höwisch, Kaulitz, Kerkau, Kläden, Kleinau, Leppin, Neulingen, Sanne-Kerkuhn, Schrampe, Thielbeer i Ziemendorf.
1 stycznia 2011 do miasta przyłączono gminy Mechau, Vissum, Rademin i Fleetmark.

## Współpraca
Miejscowości partnerskie:
- Hilchenbach, Nadrenia Północna-Westfalia

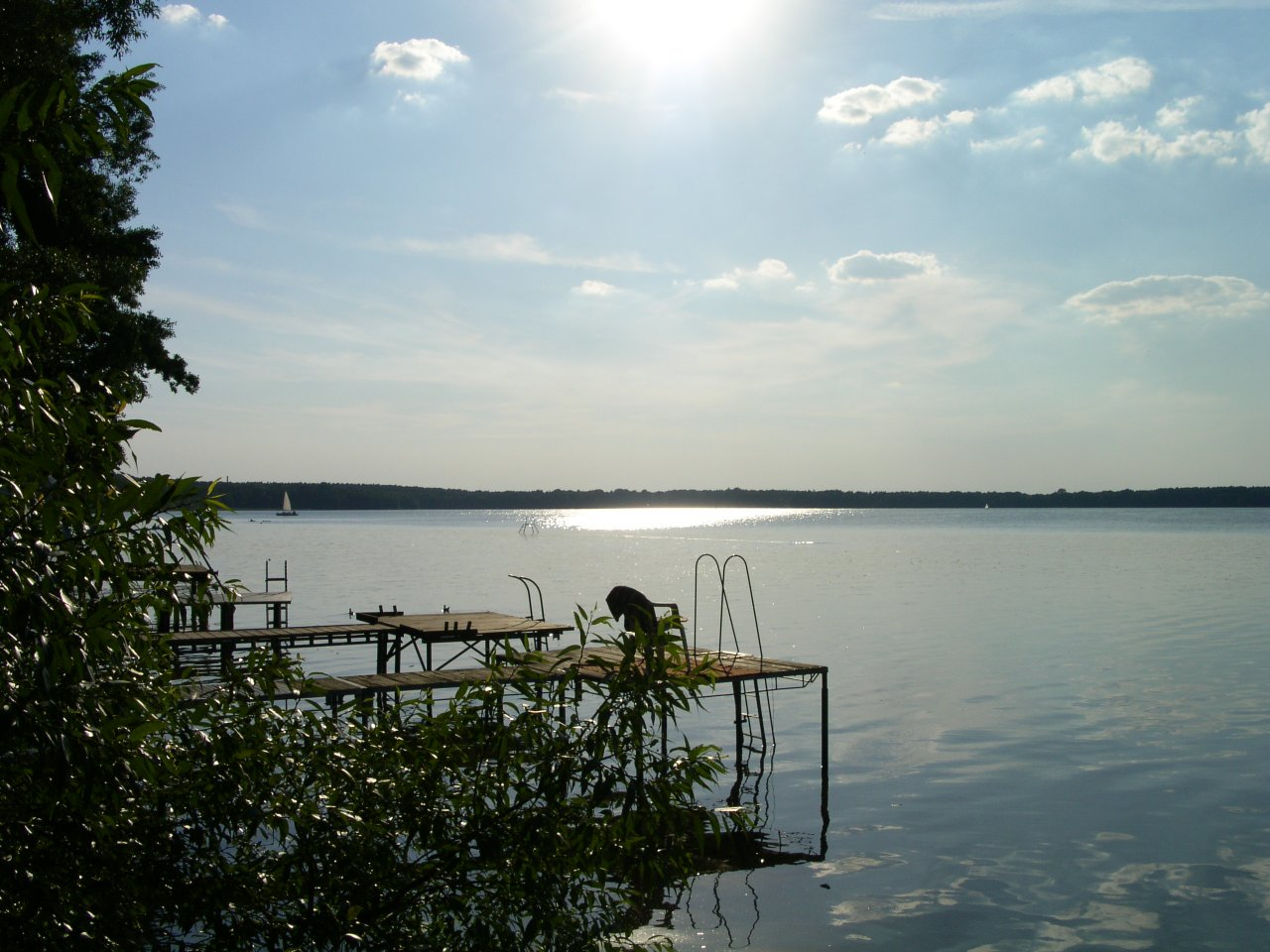
Jezioro Arend
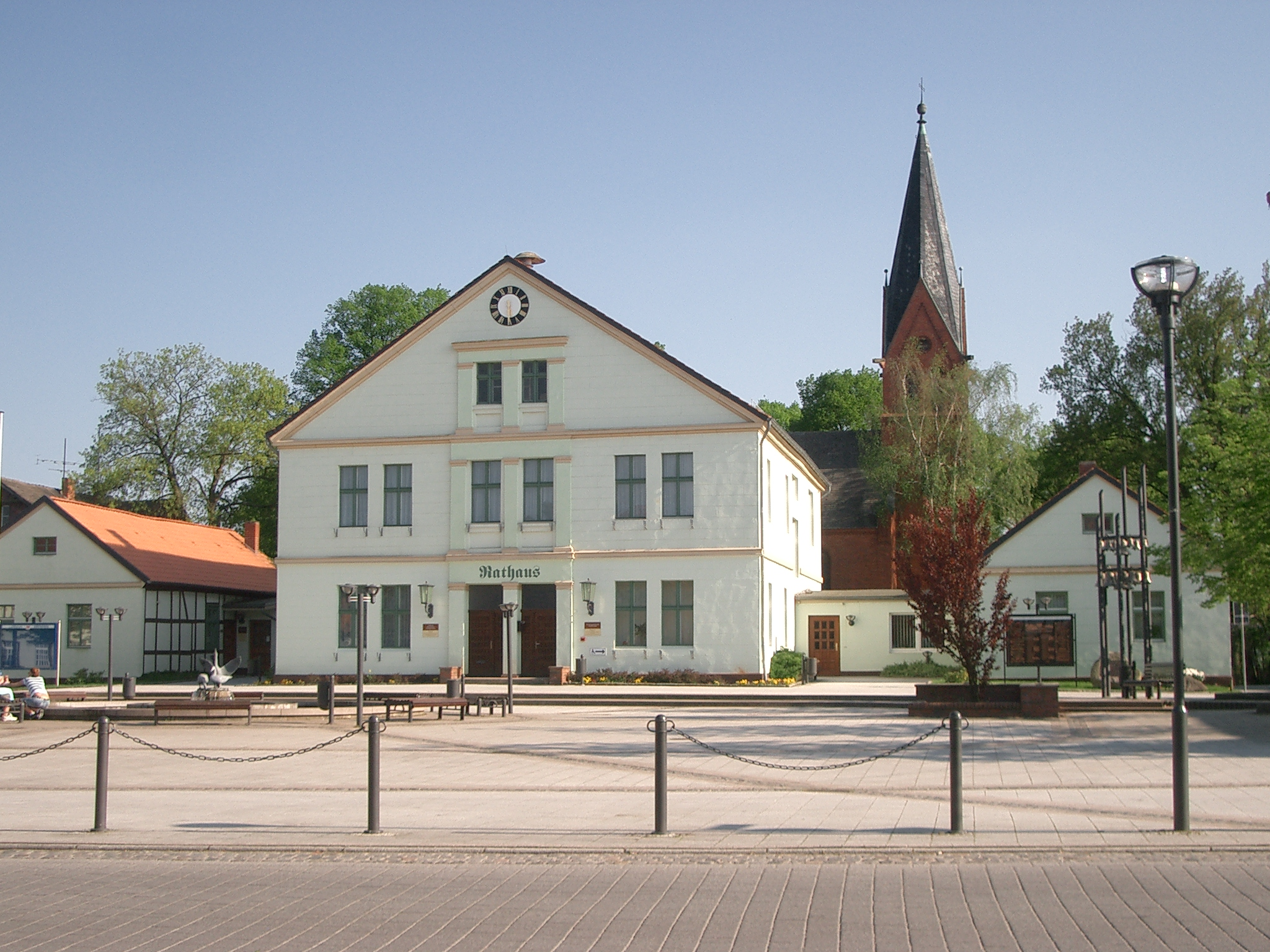
Centrum Arendsee (Anhalt)
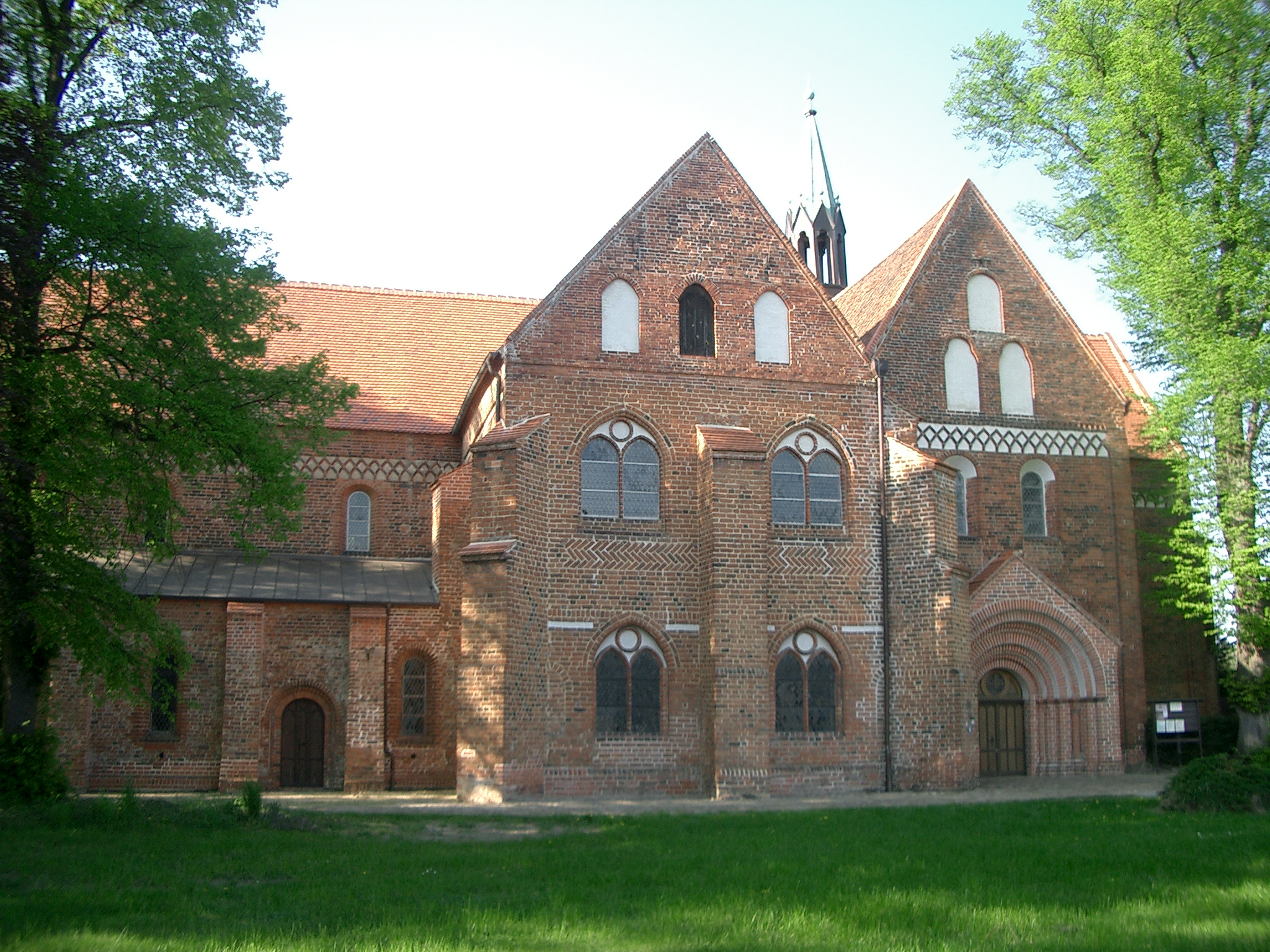
Kościół przyklasztorny